# کورنهایم
کورنهایم (به آلمانی: Quernheim) یک شهر در آلمان است که در دیفولتس واقع شده‌است. کورنهایم ۴۵۶ نفر جمعیت دارد.